# André Breton
Pour les articles homonymes, voir Breton (homonymie) et André Breton (homonymie).
André Breton est un poète et écrivain français, né le 19 février 1896 à Tinchebray (Orne) et mort le 28 septembre 1966 à Paris 10e.
Il est le principal animateur et théoricien du surréalisme.
Auteur des livres Nadja, L'Amour fou et des différents Manifestes du surréalisme, son rôle de chef de file du mouvement surréaliste, et son œuvre critique et théorique pour l'écriture et les arts plastiques, font d'André Breton une figure majeure de l'art et de la littérature française du XXe siècle.
Considéré comme un avant-gardiste, il a travaillé avec de nombreux artistes pionniers tels que Louis Aragon, Paul Eluard ou encore Salvador Dali.

## Biographie

### Origines et enfance
André Breton est né le 19 février 1896 à Tinchebray dans l'Orne en Normandie, où il passe ses quatre premières années[source insuffisante]. Fils unique de Louis-Justin Breton, gendarme né dans les Vosges, et de son épouse Marguerite-Marie-Eugénie Le Gouges, il est issu de la petite bourgeoisie catholique et sa mère lui impose une éducation rigide.
Il passe une enfance sans histoire aux portes de Paris : à Pantin (alors dans le département de la Seine) où il arrive à l’âge de 4 ans ; en 1902, l’année de ses 6 ans, la famille s’installe à l’angle de la rue Montgolfier et de la rue Étienne-Marcel de la ville de proche banlieue, puis déménage en 1913 avenue Édouard-Vaillant pour y rester jusqu’en 1918, année où elle part vivre à Paris.

### De la tentative d’un coup d’État poétique auPremier manifeste(1924)

#### Premières rencontres décisives: Paul Valéry, Guillaume Apollinaire, Jacques Vaché

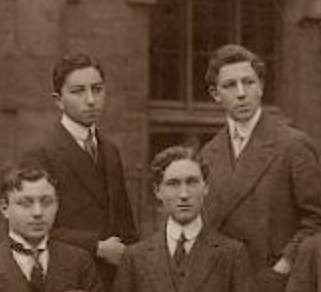
André Breton (en haut à droite) aux côtés de Théodore Fraenkel, détail d'une photo de classe au lycée Chaptal en 1912.

Au lycée Chaptal, il suit une scolarité « moderne » (sans latin ni grec), se fait remarquer par son professeur de rhétorique qui lui fait découvrir Charles Baudelaire et Joris-Karl Huysmans, et par son professeur de philosophie qui oppose le positivisme (« ordre et progrès ») aux pensées hégéliennes (« liberté de la conscience de soi ») qu’affectionne le jeune homme. Il se lie d’amitié avec Théodore Fraenkel et René Hilsum, qui publie ses premiers poèmes dans la revue littéraire du collège. Au dépit de ses parents qui le voyaient ingénieur, Breton obtient son PCN, certificat préparatoire aux études en médecine, avec Fraenkel.
Au début de 1914, il adresse quelques poèmes à la manière de Stéphane Mallarmé dans la revue La Phalange, que dirige le poète symboliste Jean Royère. Ce dernier les publie et met Breton en relation avec Paul Valéry.
À la déclaration de guerre, le 3 août, il est avec ses parents à Lorient. Il a pour seul livre un recueil de poèmes d’Arthur Rimbaud, qu’il connaît mal. Jugeant sa poésie si « accordée aux circonstances », il reproche à son ami Fraenkel sa tiédeur devant « une œuvre aussi considérable ». Pour sa part, il proclame « l’infériorité artistique profonde de l’œuvre réaliste sur l’autre ». Déclaré « bon pour le service » le 17 février 1915, Breton est mobilisé au 17e régiment d'artillerie et envoyé à Pontivy (en Bretagne) dans l’artillerie, pour faire ses classes dans ce qu'il devrait plus tard décrire comme « un cloaque de sang, de sottise et de boue ». La lecture d'articles d'intellectuels renommés, comme Maurice Barrès et Henri Bergson, le conforte dans son dégoût du nationalisme ambiant. Début juillet 1915, il est versé dans le service de santé comme infirmier et affecté à l'hôpital bénévole de Nantes. À la fin de l'année, il écrit sa première lettre à Guillaume Apollinaire à laquelle il joint le poème Décembre. En décembre 1915, il rencontre à l'ambulance municipale (no 103bis de Nantes) un soldat en convalescence : Jacques Vaché,. C’est le « coup de foudre » intellectuel. Aux tentations littéraires de Breton, Vaché lui oppose Alfred Jarry, la « désertion à l’intérieur de soi-même » et n’obéit qu’à une loi, l’« Umour (sans h) ».
Le jeune Breton découvre dans un manuel des docteurs Emmanuel Régis et Angelo Hesnard ce que l’on nomme alors la « psychoanalyse » de Sigmund Freud. Lors de l'été 1916, il est affecté à sa demande au centre de neuro-psychiatrie à Saint-Dizier, que dirige Raoul Leroy, un ancien assistant du docteur Jean-Martin Charcot,. En contact direct avec des malades atteints de psychopathologies, il refuse de voir dans la folie seulement un déficit mental, mais plutôt une capacité à la création. Le 20 novembre 1916, Breton est envoyé au front comme brancardier.
De retour à Paris en 1917, il rencontre Pierre Reverdy avec qui il collabore à sa revue Nord-Sud et Philippe Soupault que lui présente Apollinaire : « Il faut que vous deveniez amis. » Soupault lui fait découvrir Les Chants de Maldoror de Lautréamont, qui provoquent chez lui une grande émotion. Avec Louis Aragon dont il fait la connaissance à l’hôpital du Val-de-Grâce, ils passent leurs nuits de garde à se réciter des passages de Maldoror au milieu des « hurlements et des sanglots de terreur déclenchés par les alertes aériennes chez les malades » (Aragon).
Dans une lettre de juillet 1918 à Fraenkel, Breton évoque le projet en commun avec Aragon et Soupault, d’un livre sur quelques peintres comme Giorgio De Chirico, André Derain, Juan Gris, Henri Matisse, Picasso, Henri Rousseau... dans lesquels serait « contée à la manière anglaise » la vie de l’artiste, par Soupault, l’analyse des œuvres, par Aragon, et quelques réflexions sur l’art, par Breton lui-même. Il y aurait également des poèmes de chacun en regard de quelques tableaux.
Malgré la guerre, la censure et l’esprit antigermanique, parviennent de Zurich, Berlin ou Cologne, les échos des manifestations « dada » ainsi que quelques-unes de leurs publications comme le Manifeste Dada 3. Au mois de janvier 1919, profondément affecté par la mort de Jacques Vaché, Breton croit voir en Tristan Tzara la réincarnation de l’esprit de révolte de son ami : « Je ne savais plus de qui attendre le courage que vous montrez. C’est vers vous que se tournent aujourd’hui tous mes regards. »

#### La revueLittérature,Les Champs magnétiques, le mouvement dada à Paris

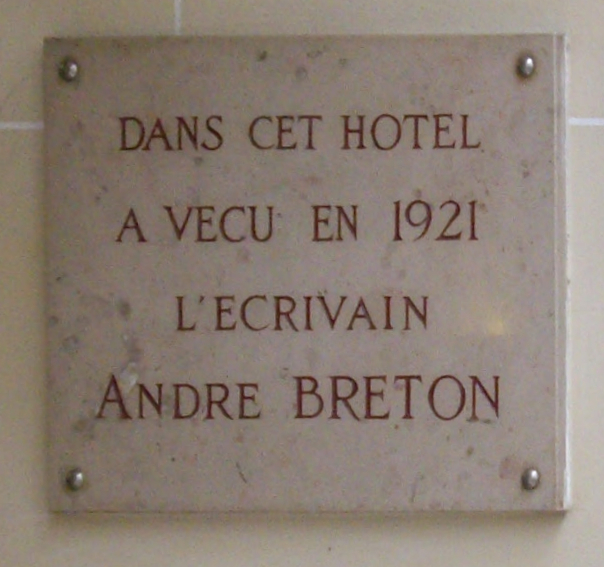
Plaque 35 rue Delambre (14e arrondissement de Paris) devant l'hôtel Delambre, où André Breton vit en 1921.

Projetée depuis l’été précédent par Aragon, Breton et Soupault (les « trois mousquetaires » comme les appelait Paul Valéry), la revue Littérature est créée dont le premier numéro paraît en février 1919. Rencontré le mois suivant, Paul Éluard est immédiatement intégré dans le groupe.
Après la parution de Mont de piété, qui regroupe ses premiers poèmes écrits depuis 1913, Breton expérimente avec Soupault l'« écriture automatique » : textes écrits sans aucune réflexion, à différentes vitesses, sans retouche ni repentir. Les Champs magnétiques, écrit en mai et juin 1919, n’est publié qu’un an plus tard. Le succès critique en fait un ouvrage précurseur du surréalisme,, même si sa nature "automatique" a été remise en question par la découverte dans les manuscrits de ratures et de variantes.
Dans Littérature paraissent successivement les Poésies de Lautréamont, des fragments des Champs magnétiques et l’enquête Pourquoi écrivez-vous ?, mais Breton reste insatisfait de la revue. Après avoir rencontré Francis Picabia dont l’intelligence, l’humour, le charme et la vivacité le séduisent, Breton comprend qu’il n’a rien à attendre des « aînés », ni de l’héritage d’Apollinaire : l’Esprit nouveau paré du bon sens français et son horreur du chaos, ni du réveil de Paul Valéry, pas plus que des « modernes » Jean Cocteau, Raymond Radiguet, Pierre Drieu la Rochelle perpétuant la tradition du roman qu’il rejette (et rejettera toujours).
Le 23 janvier 1920, Tristan Tzara arrive enfin à Paris. La déception de Breton de voir apparaître un être « si peu charismatique »[réf. nécessaire] est à la hauteur de ce qu’il en attendait. Il se voyait avec Tzara « tuer l’art », ce qui lui paraît le plus urgent à faire même si « la préparation du coup d’État peut demander des années. » Avec Picabia et Tzara, ils organisent les manifestations Dada qui suscitent le plus souvent incompréhension, chahuts et scandales, buts recherchés. Mais dès le mois d’août, Breton prend ses distances avec Dada. Il refuse d’écrire une préface à l’ouvrage de Picabia Jésus-Christ rastaquouère : « Je ne suis même plus sûr que le dadaïsme ait gain de cause, à chaque instant je m’aperçois que je le réforme en moi. »
À la fin de l’année, Breton est engagé par le couturier, bibliophile, et amateur d’art moderne Jacques Doucet. Ce dernier, « personnalité éprise de rare et d’impossible, juste ce qu’il faut de déséquilibre », lui commande des lettres sur la littérature et la peinture ainsi que des conseils d’achat d’œuvres d’art. Entre autres, Breton lui fera acheter le tableau Les Demoiselles d'Avignon de Picasso.
Après le « procès Barrès » (mai 1921), rejeté par Picabia et au cours duquel Tzara s’est complu dans une insolence potache, Breton considère le pessimisme absolu des dadaïstes comme de l'infantilisme. L’été suivant, il profite d’un séjour dans le Tyrol pour rendre visite à Sigmund Freud à Vienne, mais ce dernier garde ses distances avec le chef de file de ceux qu'il est tenté de considérer comme des « fous intégraux ».

#### Rupture avec Dada - Naissance du surréalisme - Premier manifeste du surréalisme
En janvier 1922, Breton tente d’organiser un « Congrès international pour la détermination des directives et la défense de l’esprit moderne ». L’opposition de Tzara en empêche la tenue. Une nouvelle série de Littérature avec Breton et Soupault pour directeurs, recrute de nouveaux collaborateurs comme René Crevel, Robert Desnos, Roger Vitrac mais, définitivement hostile à Picabia, Soupault prend ses distances avec les surréalistes. Avec Crevel, Breton expérimente les sommeils hypnotiques permettant de libérer le discours de l’inconscient. Ces états de sommeil forcé vont révéler les étonnantes facultés d’ « improvisation » de Benjamin Péret et de Desnos. À la fin février 1923, doutant de la sincérité des uns et craignant pour la santé mentale des autres, Breton décide d’arrêter l’expérience.
Breton semble fatigué de tout : il considère les activités de journalisme d’Aragon et Desnos, pourtant rémunératrices, comme une perte de temps. Les écrits de Picabia le déçoivent, il s’emporte contre les projets trop littéraires de ses amis — « toujours des romans ! ». Dans un entretien avec Roger Vitrac, il confie même son intention de ne plus écrire. Cependant, au cours de l’été suivant, il écrit la plupart des poèmes de Clair de terre.
Le 15 octobre 1924, paraît, en volume séparé, Le Manifeste du surréalisme initialement prévu pour être la préface au recueil de textes automatiques Poisson soluble. Instruisant le procès de l’attitude réaliste, Breton évoque le chemin parcouru jusque-là et définit ce nouveau concept, revendique les droits de l’imagination, plaide pour le merveilleux, l’inspiration, l’enfance et le hasard objectif.
« SURRÉALISME, n. m. Automatisme psychique pur, par lequel on se propose d’exprimer, soit verbalement, soit par écrit, soit de toute autre manière, le fonctionnement réel de la pensée. Dictée de la pensée, en l’absence de tout contrôle exercé par la raison, en dehors de toute préoccupation esthétique ou morale.

- Encycl. Philos. Le surréalisme repose sur la croyance à la réalité supérieure de certaines formes d’associations négligées jusqu’à lui, à la toute-puissance du rêve, au jeu désintéressé de la pensée. Il tend à ruiner définitivement tous les autres mécanismes psychiques et à se substituer à eux dans la résolution des principaux problèmes de la vie. »
Quelques jours après, le groupe publie le pamphlet Un cadavre, écrit en réaction aux funérailles nationales faites à Anatole France : « Loti, Barrès, France, marquons tout de même d’un beau signe blanc l’année qui coucha ces trois sinistres bonshommes : l’idiot, le traitre et le policier. Avec France, c’est un peu de la servilité humaine qui s’en va. Que soit fêté le jour où l’on enterre la ruse, le traditionalisme, le patriotisme et le manque de cœur ! »

### «Transformer le monde» et «changer la vie» (1925-1938)

#### La Révolution surréaliste -Nadja- Adhésion au Parti communiste français - Premières ruptures

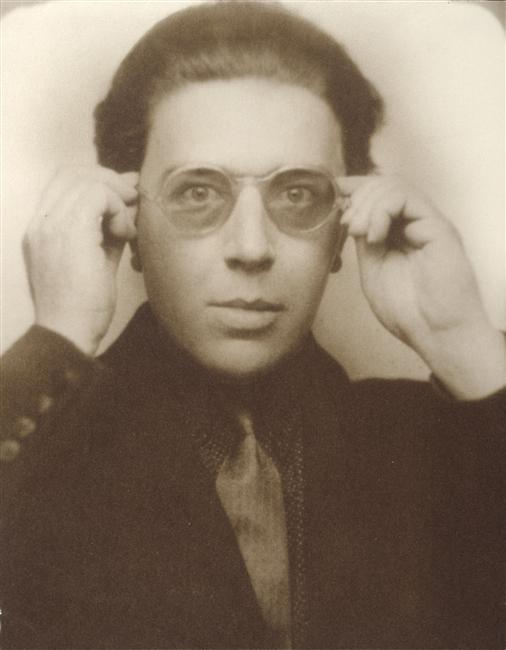
André Breton en 1924.

Le 1er décembre 1924 paraît le premier numéro de la Révolution surréaliste, l’organe du groupe que dirigent Benjamin Péret et Pierre Naville. Breton radicalise son action et sa position politique. Sa lecture de l’ouvrage de Léon Trotski sur Lénine et la guerre coloniale menée par la France dans le Rif marocain le rapproche des intellectuels communistes. Avec les collaborateurs des revues Clarté et Philosophie, les surréalistes forment un comité et rédigent un tract commun : « La Révolution d’abord et toujours ».
En janvier 1927, Aragon, Breton, Éluard, Péret et Pierre Unik adhèrent au Parti communiste français. Ils s’en justifient dans le tract « Au grand jour ». Breton est affecté à une cellule d’employés au gaz.
Le 4 octobre 1926, il rencontre dans la rue Léona Delcourt, alias Nadja. Ils se fréquentent chaque jour jusqu’au 13 octobre. Elle ordonne à Breton d’écrire « un roman sur moi. Prends garde : tout s’affaiblit, tout disparaît. De nous il faut que quelque chose reste… ». Retiré au manoir d’Ango, près de Varengeville-sur-Mer, au mois d’août 1927, en compagnie d’Aragon, Breton commence l’écriture de Nadja. En novembre, à l’occasion d’une lecture qu’il fait au groupe, Breton rencontre Suzanne Muzard. C’est le coup de foudre réciproque. Bien qu’elle soit la maîtresse d’Emmanuel Berl, elle partage avec Breton une aventure passionnée et orageuse. Elle demande à Breton de divorcer d’avec Simone, ce à quoi il consent en 1928, mais freinée dans ses désirs d’aventure par son goût du confort et de la sécurité matérielle, Suzanne change d’avis et épouse Emmanuel Berl, sans pour autant rompre définitivement avec Breton. La relation faite de ruptures et de retrouvailles perdurera jusqu’en janvier 1931. Pour elle, Breton ajoute une troisième partie à Nadja.
Cet amour malheureux pèse sur l’humeur de Breton : mésententes dans le groupe, détachement de Robert Desnos, altercation en public avec Soupault, fermeture de la Galerie Surréaliste pour cause de gestion négligée... La parution du Second manifeste du surréalisme (décembre 1929) est l'occasion pour Breton de relancer le mouvement et, selon l'expression de Mark Polizzotti, de « [codifier] tous les changements que le mouvement a connus pendant ses cinq premières années et en particulier le passage (…) de l'automatisme psychique au militantisme politique. » Breton est alors plongé dans la lecture de Marx, Engels et Hegel ; et la question du réel dans sa dimension politique ainsi que celle de l'engagement de l'individu occupent sa réflexion comme le précise l'incipit du livre. Ce second manifeste est aussi l'occasion pour lui de régler ses comptes, de manière violente en maniant jusqu'à l'insulte et le sarcasme, et de faire le point sur les remous qu'a connus le groupe ces dernières années. Breton justifie son intransigeance par sa volonté de découvrir, s'inspirant de la Phénoménologie de l'esprit, ce « point de l’esprit d’où la vie et la mort, le réel et l’imaginaire, le passé et le futur, le communicable et l’incommunicable, le haut et le bas cessent d’être perçus contradictoirement ». Les « exclus » visés par le texte réagissent en publiant un pamphlet sur le modèle de celui écrit contre Anatole France quelques années plus tôt et en reprennent le même titre, « Un cadavre ». Dès lors, les adversaires sacrent ironiquement Breton « Pape du Surréalisme ». L'humeur sombre de Breton s'exprime pleinement dans ce que Mark Polizzotti appelle le « passage le plus sinistre du manifeste » et qui est selon lui le reflet d'une grande « amertume personnelle », une phrase souvent citée et reprochée à Breton, notamment par Albert Camus : « L'acte surréaliste le plus simple consiste, révolvers aux poings, à descendre dans la rue et à tirer au hasard, tant qu'on peut, dans la foule ». Marguerite Bonnet relève qu'une phrase très proche figurait déjà dans un article publié en 1925 dans le no 2 de La Révolution surréaliste et qu'elle n'avait pas, en son temps, retenu l'attention. Elle avance que Breton fait allusion à la figure d'Émile Henry qui, peu après son arrestation a prétendu s'appeler « Breton » et suggère qu'« une sorte de lent transfert, de nature presque onirique, cheminant dans les zones les plus mystérieuses de la sensibilité, aurait ainsi préparé en [Breton] la tentation fugitive de s'identifier à l'ange exterminateur de l'anarchie ».
En réaction au Second manifeste, des écrivains et artistes publient un recueil collectif de pamphlets contre Breton, intitulé Un Cadavre. Georges Limbour et Georges Ribemont-Dessaignes y commentent la phrase où tirer au hasard dans la foule est qualifié d'acte surréaliste le plus simple. Limbour y voit un exemple de bouffonnerie et d'impudeur et Ribemont-Dessaignes traite Breton d'hypocrite, de flic et de curé. Après la publication de ce pamphlet, le Manifeste aura une seconde édition, où Breton ajoutera une note insistant sur le fait, déjà indiqué dans la première édition, mais moins nettement, que qualifier un acte d'acte surréaliste le plus simple n'est pas recommander de le commettre.
Avec plusieurs amis écrivains (René Char, Louis Aragon, Paul Éluard, etc.), il attaque frontalement l’Exposition coloniale de 1931, qu'ils décrivent comme un « carnaval de squelettes », destiné à « donner aux citoyens de la métropole la conscience de propriétaires qu’il leur faudra pour entendre sans broncher l’écho des fusillades ». Ils réclament également « l’évacuation immédiate des colonies », et la tenue d'un procès sur les crimes commis.

#### «SASDLR» - Rupture avec Aragon - «L'Amour fou» - Rupture avec Éluard
La Révolution surréaliste fait place au Surréalisme au service de la Révolution (SASDLR). Le titre de la revue est d'Aragon. Breton et André Thirion lancent l’idée d’une Association des écrivains et artistes révolutionnaires (AEAR). Cette association est effectivement créée en janvier 1932 par les instances dirigeantes du parti communiste français, mais ni Breton ni Thirion n’ont été sollicités et leur adhésion ainsi que celle d’autres surréalistes n’est prise en compte qu’à la fin de 1932. Dès cette époque, les surréalistes se retrouvent au sein de l'AEAR sur les positions de l'Opposition de gauche.
Même s’il ne désespère pas de pouvoir orienter l’action culturelle du Parti et récupérer les forces psychiques dispersées, en conciliant le freudisme avec le marxisme au service du prolétariat, Breton ne cesse de se heurter à l’incompréhension et la défiance croissante venant de la direction du Parti communiste.
Quand il dénonce la censure de l’activité poétique par l’autorité politique qui frappe le poème d’Aragon Front rouge, sans cacher le peu d’estime qu’il a pour ce texte de pure propagande, Breton n’en défend pas moins son auteur (Misère de la poésie), Aragon désavoue cette défense et provoque la rupture définitive et Paul Vaillant-Couturier lui reproche un texte de Ferdinand Alquié, publié dans SASDLR, dénonçant le « vent de crétinisation systématique qui souffle de l’URSS ».
En réponse aux violentes manifestations fascistes du 6 février 1934, devant l’Assemblée nationale, Breton lance un Appel à la lutte à destination de toutes les organisations de gauche. Sollicité, Léon Blum refuse poliment son soutien.
En 1934, Breton rencontre Jacqueline Lamba dans des circonstances proches de celles évoquées dans le poème Tournesol écrit en 1923. De cette rencontre et des premiers moments de leur amour, Breton écrit le récit L'Amour fou. De leur union naîtra une fille, Aube.
En juin 1935, Breton écrit le discours qu’il devra prononcer au Congrès des écrivains pour la défense de la culture. Mais à la suite d’une violente altercation avec Ilya Ehrenbourg, ce dernier, délégué de la représentation soviétique, ayant calomnié les surréalistes, la participation de Breton est annulée. Il fallut le suicide de René Crevel pour que les organisateurs concèdent à Éluard de lire le texte. La rupture définitive avec le Parti est consommée avec le tract « Du temps où les surréalistes avaient raison ».
En 1936 paraît Le Château étoilé, dans lequel Breton « reprend l’un de ses mythes les plus personnels et les plus profonds : celui de la femme et du château, de la femme et de la révolte. »
En 1938, Breton organise la première Exposition internationale du surréalisme à Paris. À cette occasion, il prononce une conférence sur l’humour noir. Cette même année, il voyage au Mexique et rencontre les peintres Frida Kahlo et Diego Rivera, ainsi que Léon Trotski avec qui il écrit le manifeste Pour un art révolutionnaire indépendant, qui donne lieu à la constitution d’une Fédération internationale de l’art révolutionnaire indépendant (FIARI). Cette initiative est à l’origine de la rupture avec Éluard.

### De l’exil à l’insoumission (1939-1966)

#### Marseille - Martinique - New York
Mobilisé dès septembre 1939, Breton est affecté en janvier 1940 à l’école prémilitaire aérienne de Poitiers comme médecin. Le 17 juin, jour de l’annonce de l’armistice, il est en « zone non-occupée » et trouve refuge chez Pierre Mabille, le médecin qui a accouché Jacqueline, à Salon-de-Provence (Bouches-du-Rhône), puis il est rejoint par Jacqueline et leur fille Aube, à la villa Air-Bel, à Marseille, siège du Comité américain de secours aux intellectuels créé par Varian Fry. Dans l’attente d’un visa, les surréalistes reconstituent un groupe et trompent l’ennui et l’attente par des cadavres exquis dessinés et la création du Jeu de Marseille. À l’occasion d’une visite à Marseille du maréchal Pétain, André Breton, dénoncé comme « anarchiste dangereux », est préventivement emprisonné sur un navire pendant quatre jours, tandis que la censure de Vichy interdit la publication de l’Anthologie de l’humour noir et de Fata morgana.
Breton embarque à destination de New York le 25 mars 1941 avec Wifredo Lam et Claude Lévi-Strauss. À l’escale de Fort-de-France (Martinique), Breton est interné puis libéré sous caution. Il rencontre Aimé Césaire. Le 14 juillet, il arrive à New York, où demeurent pendant la guerre de nombreux intellectuels français en exil,.
Avec Marcel Duchamp, Breton fonde la revue VVV et Pierre Lazareff l’engage comme « speaker » pour les émissions de la radio la Voix de l’Amérique à destination de la France. Jacqueline le quitte pour le peintre David Hare.
Le 10 décembre 1943, Breton rencontre Elisa Bindorff. Ensemble, ils voyagent jusqu'à la péninsule de la Gaspésie, à l'extrémité sud-est du Québec. Dès son retour à New-York, il publie Arcane 17 né du « désir d’écrire un livre autour de l’Arcane 17 en prenant pour modèle une dame que j’aime… ».
Pour régler les questions pratiques de divorce et de remariage, Breton et Élisa se rendent en 1945 à Reno dans le Nevada. Il en profite pour visiter les réserves des indiens Hopis et Zuñis, emportant avec lui des ouvrages de Charles Fourier.

#### Haïti - Retour en France - Nouvelles polémiques et nouvelles expositions
En décembre 1945, à l’invitation de Pierre Mabille, nommé attaché culturel à Pointe-à-Pitre, Breton se rend en Haïti pour y prononcer une série de conférences. Sa présence coïncide avec un soulèvement populaire qui renverse le gouvernement en place. Accompagné de Wifredo Lam, il rencontre les artistes du Centre d'Art de Port-au-Prince et achète plusieurs toiles à Hector Hyppolite, contribuant à lancer l'intérêt pour la peinture populaire haïtienne. Le 25 mai 1946, il est de retour en France.
Dès le mois de juin, il est invité à la soirée d’hommages rendus à Antonin Artaud. C’est d’une voix vive et ferme que Breton prononce enfin les « deux mots d’ordre qui n’en font qu’un : "transformer le monde" et "changer la vie" ».
Malgré les difficultés de la reconstruction de la France et le début de la guerre froide, Breton entend poursuivre sans aucune inflexion les activités du surréalisme. Et les polémiques reprennent et se succèdent : contre Tristan Tzara se présentant comme le nouveau chef de file du surréalisme, contre Jean-Paul Sartre qui considérait les surréalistes comme des petits-bourgeois, contre des universitaires, en démontant la supercherie d’un soi-disant inédit d’Arthur Rimbaud, contre Albert Camus et les chapitres que celui-ci consacre à Lautréamont et au surréalisme dans L’Homme révolté.
Il retrouve Georges Bataille pour une nouvelle Exposition internationale du surréalisme dédiée à Éros, donne fréquemment son concours pour nombre d’artistes inconnus en préfaçant les catalogues d’exposition, et participe à plusieurs revues surréalistes comme Néon, Médium, Le Surréalisme même, Bief, La Brêche…
À partir de 1947, André Breton s'intéresse de près à l’Art brut. Avec Jean Dubuffet il participe à la création de la Compagnie de l'Art brut, officiellement créée en juillet 1948, qui aurait pour objet de « rassembler, conserver et exposer les œuvres des malades mentaux. »
Dès 1948, André Breton s'engage activement en faveur d'une citoyenneté mondiale,.
En 1950, il cosigne avec Suzanne Labin une lettre circulaire datée du 8 mars 1950, proposant de « créer un foyer de culture libre face à l'obscurantisme envahissant, en particulier l'obscurantisme stalinien », et proposant la constitution d'un comité de patronage :

« Des intellectuels français qui n'entendent pas abdiquer et qui ne disposaient jusqu'ici d'aucune tribune, alors que d'innombrables publications staliniennes déshonorent chaque jour la culture, se proposent de relever le défi dans le secteur de la civilisation dont ils ont la charge. Ils veulent fonder à cet effet une revue littéraire et idéologique où les grandes traditions du libre examen seraient reprises et revivifiées. »

— (Projet pour une revue culturelle, document dactylographié, fonds Alfred Rosmer, Le Musée social, CEDIAS)
Parmi les personnalités pressenties pour le Comité de patronage on trouve Albert Camus, René Char, Henri Frenay, André Gide, Ernest Hemingway, Sidney Hook, Aldous Huxley, Ignazio Silone et Richard Wright. D'après Suzanne Labin : « Tous les membres du Comité de patronage ont répondu positivement à nos propositions. Aucun n'a formulé de désaccord. Le projet n'a finalement pas abouti en raison de difficultés financières, pas du tout en raison de divergences idéologiques. »
Le 12 octobre 1951, il cosigne dans Le Libertaire une « Déclaration préalable » au manifeste « Surréalisme et anarchisme » : « La lutte pour le remplacement des structures sociales et l’activité déployée par le surréalisme pour transformer les structures mentales, loin de s’exclure, sont complémentaires. Leur jonction doit hâter la venue d’un âge libéré de toute hiérarchie et toute contrainte. »
En 1954, un projet d'action commune avec l'Internationale lettriste contre la célébration du centenaire de Rimbaud échoue lorsque les surréalistes refusent la « phraséologie marxiste » proposée par les lettristes dans le tract commun. Breton est alors pris à partie par Gil Joseph Wolman et Guy Debord qui soulignent dans un texte sur le mode allégorique sa perte de vitesse au sein du mouvement. De 1953 à 1957 il dirige, pour le Club français du livre, la publication des 5 volumes de Formes de l'Art, dont il rédige lui-même le premier tome : L'Art magique. Il manifeste son intérêt pour l'art naïf par sa rencontre avec le peintre Ferdinand Desnos qui peint son portrait en 1954.
En 1958, il signe avec d'autres surréalistes le tract du Comité de lutte anti-nucléaire (CLAN), Démasquez les physiciens, videz les laboratoires, qui stigmatise les scientifiques au service des armements nucléaires.
En 1960, il signe le « Manifeste des 121 », déclaration sur le droit à l’insoumission dans la guerre d’Algérie. Parallèlement, il s'engage dans la défense du droit à l'objection de conscience, entre autres en parrainant le comité créé par Louis Lecoin, aux côtés d'Albert Camus, Jean Cocteau, Jean Giono et l'abbé Pierre. Ce comité obtient un statut, restreint, en décembre 1963 pour les objecteurs.
En 1965, il organise la 9e Exposition internationale surréaliste intitulée « L’Écart absolu » en référence à l’utopie fouriériste.

### Mort

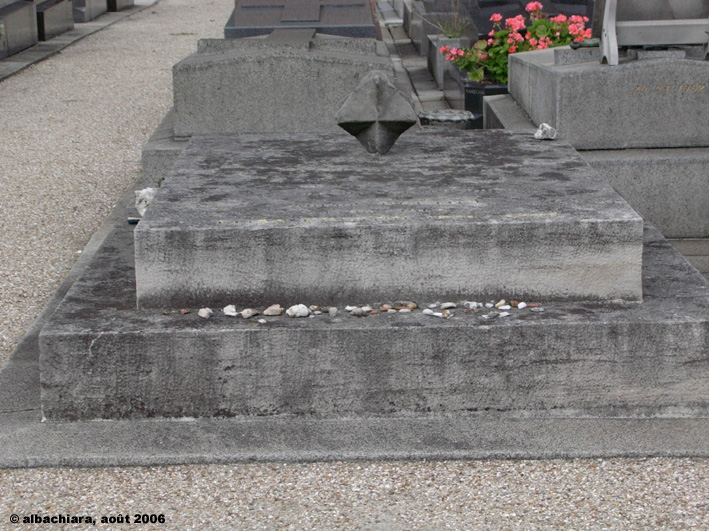
Tombe d’André Breton au cimetière des Batignolles, à Paris.

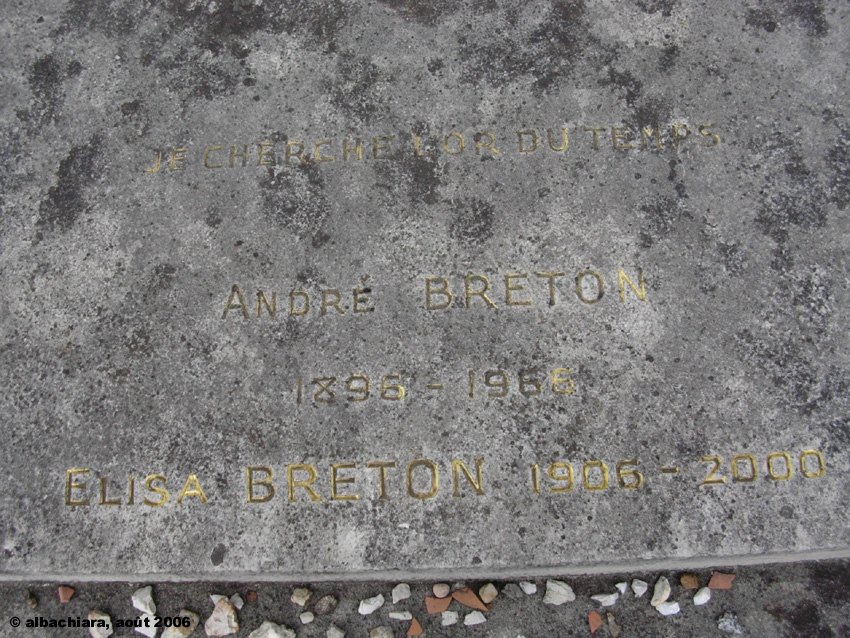
Détail de la tombe.

Le 27 septembre 1966, souffrant d’une insuffisance respiratoire, André Breton est rapatrié de Saint-Cirq-Lapopie, le village du Lot dans lequel il avait acheté une maison en 1951. Il meurt le lendemain à l’hôpital Lariboisière à Paris.
Sur sa tombe, décorée simplement d'un octaèdre étoilé, au cimetière des Batignolles (31e division), à Paris (17e), est gravée l’épitaphe : « Je cherche l’or du temps. »

### Vie privée
En dehors de ses aventures, dont celle célèbre avec Nadja et celle avec la photographe Suzanne Muzard, André Breton a été marié à trois reprises :
- une première fois avec Simone Kahn, de 1921 à 1928 ;
- une deuxième fois avec Jacqueline Lamba, de 1934 à 1945, d’où une fille prénommée Aube née en 1935, future artiste plasticienne ;
- une troisième fois avec Elisa Bindhoff de 1945 à la mort de Breton en 1966[4].

## «Un théoricien amoureux de la théorie»
« Il y a à la base de toute réflexion profonde un sentiment si parfait de notre dénuement que l’optimisme ne saurait y présider... Je me crois sensible autant qu’il se peut à un rayon de soleil mais cela n’empêche pas de constater que mon pouvoir est insignifiant… Je rends justice à l’art en mon for intérieur mais je me défie des causes en apparence les plus nobles. »

Visage décidé, menton en avant, le coin de la lèvre inférieure affaissé à cause de la pipe, chevelure léonine tirée en arrière, le regard fixant l’invisible, André Breton a incarné le surréalisme cinquante ans durant, malgré lui et en dépit du rejet des institutions et des honneurs constamment exprimés.
Toute sa vie, Breton a tenté d’emprunter d’un même front, trois chemins : la poésie, l’amour, la liberté.
Très tôt, il s’est méfié des romans et leurs auteurs lui donnent l’impression qu’ils s’amusent à ses dépens. De manière générale, il rejette « l’esprit français » fait de blasement, d’atonie profonde qui se dissimule sous le masque de la légèreté, de la suffisance, du sens commun le plus éculé se prenant pour le bon sens, du scepticisme non éclairé, de la roublardise. « Avec Breton, le merveilleux remplace les exhibitions nihilistes et l'irrationnel ouvre les portes étroites du réel sans vrai retour au symbolisme » (Hubert Haddad).
Pour abolir les conformismes et les préjugés, combattre le rationalisme, Breton usera de la poésie comme d’une arme aux multiples facettes que sont l’imagination, « qui fait à elle seule les choses réelles », l’émerveillement, les récits de rêves et les surprises du hasard, l’écriture automatique, les raccourcis de la métaphore et l’image. « Que font la poésie et l’art ? Ils vantent. L’objet de la réclame est aussi de vanter. La puissance de la réclame est bien supérieure à celle de la poésie […] La poésie a toujours été regardée comme une fin. J’en fais un moyen. C’est la mort de l’art (de l’art pour l’art). Les autres arts suivent la poésie ».
Il s’agit de « retrouver le secret d’un langage dont les éléments cessassent de se comporter en épaves à la surface d’une mer morte. »
Pour réussir son entreprise de subversion poétique Breton s’est gardé de tout travail quotidien alimentaire, allant jusqu’à défendre à ses amis les plus proches (Aragon, Desnos) de se commettre dans le journalisme. « La révélation du sens de sa propre vie ne s’obtient pas au prix du travail. […] Rien ne sert d’être vivant, s’il faut qu’on travaille ».
Pour Breton, l’amour, comme le rêve, est une merveille où l’homme retrouve le contact avec les forces profondes. Amoureux de l’amour et de la femme, il dénonce la société pour avoir trop souvent fait des relations de l’homme et de la femme une malédiction d’où serait née l’idée mystique de l’amour unique. L’amour « ouvre les portes du monde où, par définition, il ne saurait plus être question de mal, de chute ou de péché ». « Il n’est pas de solution hors l’amour ».
« Je n’ai pas connu d’homme qui ait une plus grande capacité d’amour. Un plus grand pouvoir d’aimer la grandeur de la vie et l’on ne comprend rien à ses haines, si l’on ne sait pas qu’il s’agissait pour lui de protéger la qualité même de son amour de la vie, du merveilleux de la vie. Breton aimait comme un cœur bat. Il était l’amant de l’amour dans un monde qui croit à la prostitution. C’est là son signe » (Marcel Duchamp).
Particulièrement attaché à la métaphore de la « maison de verre », Breton s’est livré dans les « Vases Communicants » à une analyse de quelques-uns de ses rêves comme s'il n'existait aucune frontière entre le conscient et l'inconscient. Pour lui, le rêve est l'émanation de ses pulsions profondes qui lui indique une solution que le recours à l’activité consciente ne peut lui apporter.
Les adversaires de Breton l’ont nommé, par dérision parfois, avec véhémence souvent, le « pape du surréalisme ». Or, si l’auteur des Manifestes a constamment influé sur la ligne directrice du mouvement, il s'est toujours gardé d'apparaître comme un « chef de file », même s'il a pu se montrer intransigeant, voire intolérant, lorsqu’il considérait que l’intégrité du mouvement surréaliste était en péril. Toute idée de contrainte, militaire, cléricale ou sociale, a toujours suscité en lui une révolte profonde.
Présentant ce qu’ont toujours été ses objectifs, Breton écrit : « La vraie vie est absente », disait déjà Rimbaud. Ce sera l’instant à ne pas laisser passer pour la reconquérir. Dans tous les domaines, je pense qu’il faudra apporter à cette recherche toute l’audace dont l’homme est capable. » Et Breton ajoute quelques mots d’ordre :

« Foi persistante dans l’automatisme comme sonde, espoir persistant dans la « dialectique » (celle d’Héraclite, de Maître Eckhart, de Hegel) pour la résolution des antinomies qui accablent l’homme, reconnaissance du « hasard objectif » comme indice de réconciliation possible des fins de la nature et des fins de l’homme aux yeux de ce dernier, volonté d’incorporation permanente à l’appareil psychique de l’ «humour noir » qui, à une certaine température peut seul jouer le rôle de soupape, préparation d’ordre pratique à une intervention sur la vie mythique, qui prenne d’abord, sur la plus grande échelle, figure de nettoyage. »

— La Clé des champs
Ce que Breton réhabilite sous le nom de « hasard objectif », c’est la vieille croyance en la rencontre entre le désir humain et les forces mystérieuses qui agissent en vue de sa réalisation. Mais cette notion est dépourvue à ses yeux de tout fondement mystique. Il se base sur ses expériences personnelles de « synchronicités » et sur les expérimentations en métapsychique qu’il a observées à l’Institut métapsychique international.
Pour souligner son accord avec le matérialisme dialectique, il cite Friedrich Engels : « La causalité ne peut être comprise qu’en liaison avec la catégorie du hasard objectif, forme de manifestation de la nécessité. » Dans ses œuvres, le poète analyse longuement les phénomènes de hasard objectif dont il a été le bénéficiaire bouleversé. Nadja semble posséder un pouvoir médiumnique qui lui permet de prédire certains événements. Ainsi annonce-t-elle que telle fenêtre va s’éclairer d’une lumière rouge, ce qui se produit presque immédiatement aux yeux d’un Breton émerveillé. Michel Zéraffa a tenté de résumer ainsi la théorie de Breton : « Le cosmos est un cryptogramme qui contient un décrypteur : l’homme. » Ainsi mesure-t-on l’évolution de l’Art poétique du symbolisme au surréalisme, de Gérard de Nerval et Charles Baudelaire à Breton.
L'« humour noir », expression dont le sens moderne a été construit par Breton, est un des ressorts essentiels du surréalisme. La négation du principe de réalité qu’il comporte en est le fondement même. Selon Étienne-Alain Hubert « l'humour, loin d'être un exercice brillant, engage des zones profondes de l'être et […] dans les formes les plus authentiques et les plus neuves qu'il connaît alors, il se profile sur un arrière-fond de désespoir. » Il publie en 1940 une Anthologie de l'humour noir. Pour Michel Carrouges il faut parler, à propos de l'œuvre de Breton comme de celle de Benjamin Péret, d’une « synthèse de l’imitation de la nature sous ses formes accidentelles, d’une part, et de l’humour, d’autre part, en tant que triomphe paradoxal du principe de plaisir sur les conditions réelles »[citation nécessaire].

## Homophobie
L'homophobie assumée d'André Breton a été mise en avant pour expliquer notamment le rejet du mouvement surréaliste à l'égard de personnalités comme Jean Cocteau et René Crevel. Ces faits sont corroborés par les témoignages de certains membres du groupe surréaliste : Luis Buñuel rapporta, en parlant des homosexuels : « […] Breton les détestait. Dans le groupe, il n'y en avait aucun. Enfin, aucun, c'est beaucoup dire : Crevel en était, mais il faisait tout pour ne plus en être. Il a même essayé d'avoir une maîtresse. » ; et à propos de Cocteau : « Cocteau n'était pas des nôtres, ne pouvait pas l'être. […] Sans compter que son dévergondage heurtait Breton, ainsi que pas mal d'autres ». De la  même manière, André Masson rapporta, entre autres causes de sa rupture avec Breton, une altercation concernant ses réflexions contre les relations homosexuelles d'Arthur Rimbaud. Breton, durant les séances de « Recherches sur la sexualité », menées par le groupe surréaliste entre 1928 et 1932, fit à plusieurs reprises de virulentes démonstrations de son homophobie, déclarant par exemple : « J’accuse les pédérastes de proposer à la tolérance humaine un déficit mental et moral qui tend à s’ériger en système et à paralyser toutes les entreprises que je respecte. »

## Œuvres
Les œuvres complètes d’André Breton ont été publiées par Gallimard en quatre tomes dans la Bibliothèque de la Pléiade sous la direction de Marguerite Bonnet, pour les deux premiers tomes, et Étienne-Alain Hubert, pour les deux suivants (1988).

### Poésie et récits
- 1919 : Mont de piété (1913-1919), avec deux dessins d'André Derain, Paris, éditions Au sans pareil, coll. « Littérature »
- 1920 :
  - Les Champs magnétiques, avec Philippe Soupault, écrits en 1919
  - S'il vous plaît, avec Philippe Soupault, théâtre
  - Vous m'oublierez, sketch
- 1923 : Clair de terre
- 1924 :
  - Les Pas perdus
  - Poisson soluble
- 1928 : Nadja ; réédition 1963[n 4]
- 1929 : Le Trésor des jésuites, en collaboration avec Louis Aragon
- 1930 :
  - Ralentir travaux, en collaboration avec René Char et Paul Éluard
  - L’Immaculée conception, en collaboration avec Paul Éluard
- 1931 : L'Union libre
- 1932 : Le Revolver à cheveux blancs[90]
- 1934 :
  - L'Air de l'eau
  - Point du jour
- 1936 :
  - Au lavoir noir
  - Le Château étoilé
- 1937 : L'Amour fou
- 1940 : Fata morgana
- 1943 : Pleine marge
- 1944-1947 : Arcane 17
- 1946 : Young cherry trees secured against hares / Jeunes cerisiers garantis contre les lièvres
- 1947 : Signe ascendant
- 1948 :
  - Martinique, charmeuse de serpents, avec des dessins d'André Masson
  - La Lampe dans l'horloge
  - Poèmes
- 1949 : Au regard des divinités
- 1954 : Adieu ne plaise
- 1959 : Constellations, 22 textes en écho à 22 gouaches de Joan Miró
- 1961 : Le La

### Essais
- 1924 : Manifeste du surréalisme ; augmenté de la Lettre aux voyantes (en 1929)
- 1924 : Les Pas perdus [rééd. revue et corrigée Gallimard Idées, 1970]
- 1926 : Légitime défense
- 1928 : Le Surréalisme et la peinture ; dernière édition revue et augmentée de 1965
- 1930 : Second manifeste du surréalisme
- 1932 :
  - Misère de la poésie
  - Les Vases communicants
- 1934 : Qu'est-ce que le surréalisme?
- 1935 : Position politique du surréalisme
- 1936 : Notes sur la poésie, en collaboration avec Paul Éluard
- 1938 :
  - Trajectoire du rêve
  - Dictionnaire abrégé du surréalisme
- 1940 : Anthologie de l'humour noir ; édition augmentée 1950
- 1945 : Situation du surréalisme entre les deux guerres
- 1946 : Prolégomènes à un troisième manifeste du surréalisme ou non, précédé d'une réédition des deux Manifestes
- 1947 :
  - Yves Tanguy
  - Ode à Charles Fourier
- 1949 : Flagrant délit
- 1952 : Entretiens avec André Parinaud, retranscriptions d'entretiens radiodiffusés[n 5]
- 1953 : La Clé des champs, recueil d'essais publiés entre 1936 et 1952
- 1954 : Du surréalisme en ses œuvres vives
- 1957 : L’Art magique, en collaboration avec Gérard Legrand, rééditions 1992 et 2003

### Revue
- La Bréche, Action surréaliste, dir. André Breton, Éric Losfeld, de 1961 à 1967 (no 1 à 8)

### Correspondance
- édité par Jean-Michel Goutier, Lettres à Aube (1938-1966), Paris, Éditions Gallimard, coll. « Blanche », 2009, 174 p. (ISBN 978-2-07-012501-2)
- Lettres à Simone Kahn (1920-1960), édité par Jean-Michel Goutier, Paris, Gallimard, coll. « Blanche », 2016  (ISBN 978-2-07-019687-6)
- Lettres à Jacques Doucet (1920-1926), édité par Étienne-Alain Hubert, Paris, Gallimard, coll. « Blanche », 2016  (ISBN 978-2-07-019708-8)
- André Breton et Benjamin Péret, Correspondance 1920-1959, présentée et éditée par Gérard Roche, Paris, Gallimard, 2017.
- Correspondance avec Tristan Tzara et Francis Picabia 1919-1924, présentée et éditée par Henri Béhar, Paris, Gallimard, 2017.
- André Breton et Paul Éluard, Correspondance 1919-1938, présentée et éditée par Étienne-Alain Hubert, Paris, Gallimard, 2019, 458 p.  (ISBN 978-2-07-279658-6)
- André Breton et Simone Debout, Correspondance 1958-1966, suivie de « Mémoire. D’André Breton à Charles Fourier : la révolution passionnelle » & de « Rétrospections », par Simone Debout, édition établie, annotée et présentée par Florent Perrier, avec le concours d'Agnès Chekroun, Paris, Éditions Claire Paulhan, coll. « Tiré-à-part », 2019, 288 p.  (ISBN 978-2-912222-65-7)

L'intégralité de la correspondance d'André Breton, conformément à ses dispositions testamentaires, est accessible en ligne depuis septembre 2016.

### Archives
- Un fonds André Breton est conservé à la bibliothèque Kandinsky, au Centre Pompidou à Paris[93].
- Des manuscrits autographes sont disponibles sur Gallica.

### Articles connexes

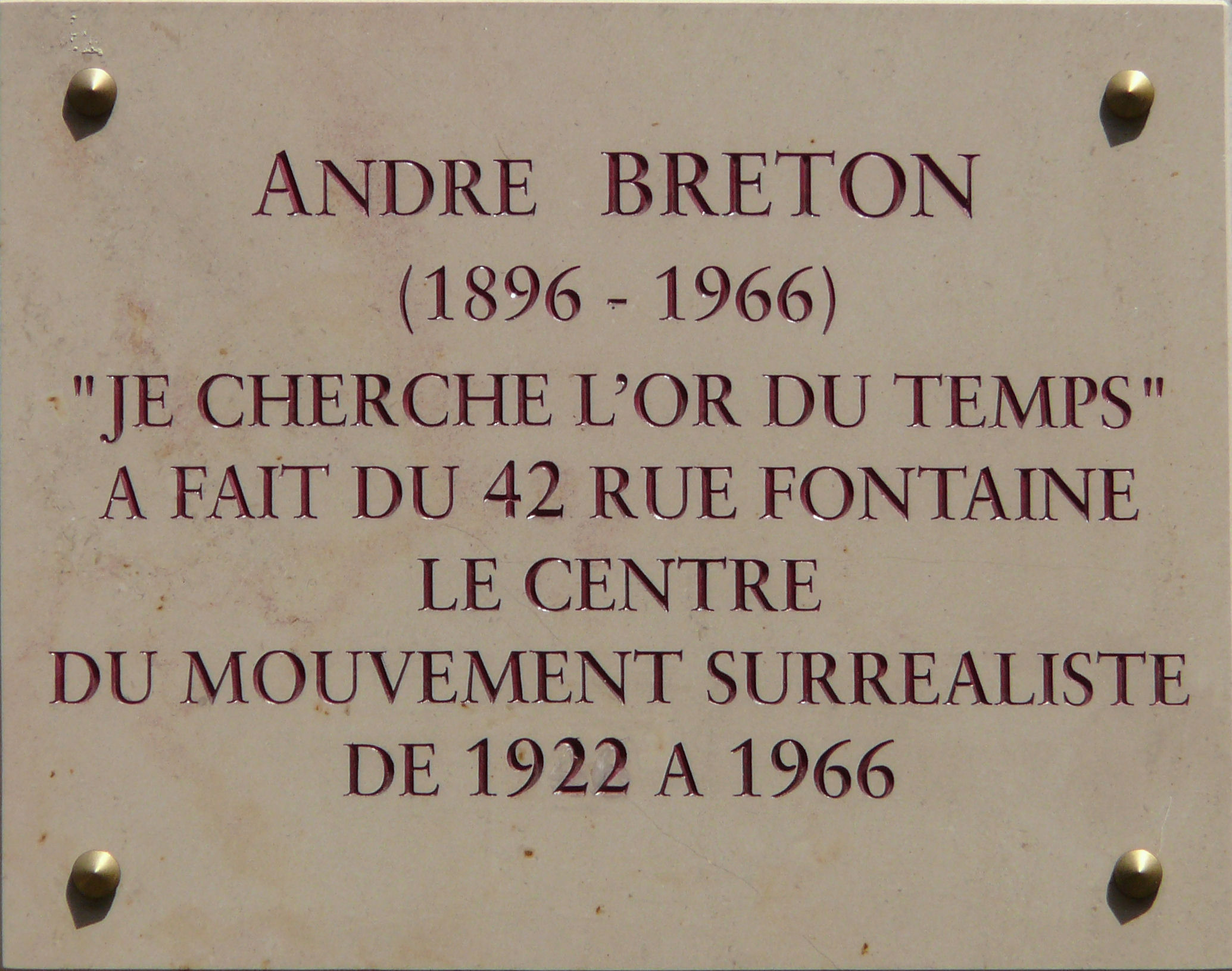
Plaque 42 rue Fontaine (Paris), où il vécut.

### Documents audiovisuels
- Entretien avec Judith Jasmin, réalisateur Gérard Chapdeleine pour Radio-Canada, 1960 (34 min/16 mm/n&b et couleurs)[n 6].